# Richardménil
Richardménil ist eine französische Gemeinde mit 2.362 Einwohnern (Stand: 1. Januar 2022) im Département Meurthe-et-Moselle in der Region Grand Est (bis 2015 Lothringen). Sie gehört zum Arrondissement Nancy und zum Kanton Neuves-Maisons.

## Geografie
Richardménil liegt etwa zwölf Kilometer südlich von Nancy an der Mosel. Durch den Ort führen die Schifffahrtskanäle Canal des Vosges (früher Canal de l’Est) und Canal de jonction de Nancy. Umgeben wird Richardménil von den Nachbargemeinden Ludres im Norden, Lupcourt im Osten, Flavigny-sur-Moselle im Südosten und Süden, Méréville im Südwesten und Westen sowie Messein im Nordwesten.
Durch die Gemeinde führt die Autoroute A330.

## Bevölkerungsentwicklung
| Jahr      | 1962 | 1968 | 1975 | 1982 | 1990 | 1999 | 2006 | 2012 | 2019 |
| Einwohner | 524  | 628  | 1104 | 2479 | 3040 | 2889 | 2615 | 2422 | 2329 |

## Sehenswürdigkeiten
- Grabhügel (Tumulus) im Wald von Grève
- Turmhügelburg (Motte), Monument historique
- Kirche Saint-Georges aus dem 19. Jahrhundert
- Altes Schloss aus dem 14. Jahrhundert, rekonstruiert um 1613 und 1677 restauriert
- Rotes Schloss aus dem 19. Jahrhundert, im Zweiten Weltkrieg zerstört

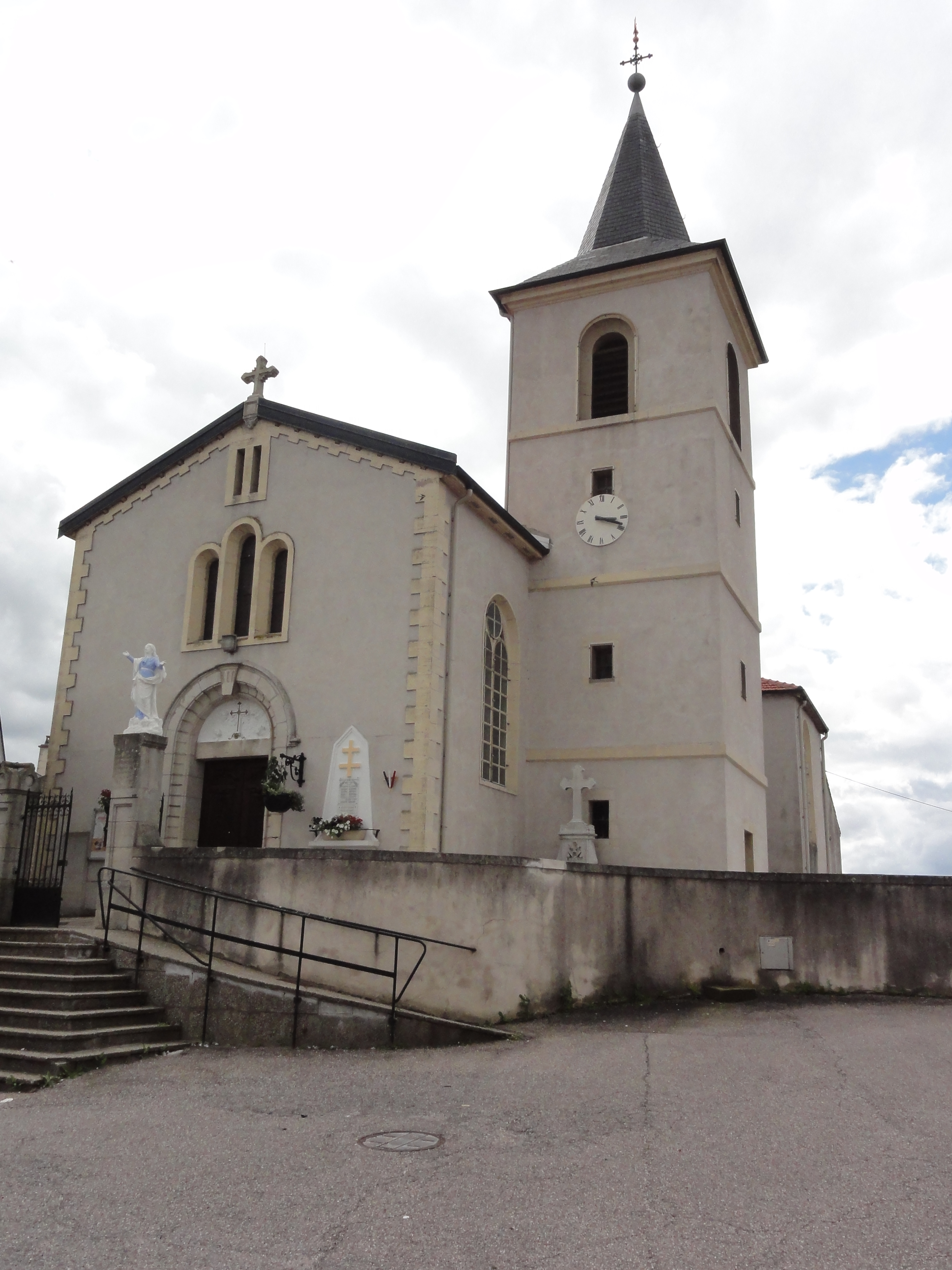
Kirche Saint-Georges